# Григоро-Бригадировский сельский совет (Кобелякский район)
Григоро-Бригадировский сельский совет (укр. Григоро-Бригадирівська сільська рада) — входит в состав
Кобелякского района
Полтавской области
Украины.
Административный центр сельского совета находится в 
с. Григоро-Бригадировка.

## Населённые пункты совета
- с. Григоро-Бригадировка
- с. Мотрино
- с. Солошино